# Winter-Paralympics 2018/Teilnehmer (China)
| stlisierte Goldmedaille | stlisierte Silbermedaille | stlisierte Bronzemedaille |
| ----------------------- | ------------------------- | ------------------------- |
| 1                       | —                         | —                         |

China hat bei den Winter-Paralympics 2018 in Pyeongchang 26 Athleten an den Start geschickt.

## Sportarten

### Biathlon
| Athlet       | Klasse | Wettbewerb       | Ergebnis  | Ergebnis      | Ergebnis |
| Athlet       | Klasse | Wettbewerb       | Zeit      | Fehler        | Rang     |
| Männer       |        |                  |           |               |          |
| ------------ | ------ | ---------------- | --------- | ------------- | -------- |
| Du Mingyuan  | LW12   | 7,5 km, sitzend  | 26:26,6   | 2 + 2         | 14       |
| Du Mingyuan  | LW12   | 12,5 km, sitzend | DNF       | 3 + 3 + DNF   | DNF      |
| Du Mingyuan  | LW12   | 15 km, sitzend   | 1:06:07,9 | 4 + 3 + 4 + 2 | 17       |
| Gao Xiaoming | LW12   | 7,5 km, sitzend  | 26:26,2   | 1 + 3         | 13       |
| Gao Xiaoming | LW12   | 12,5 km, sitzend | 51:51,6   | 1 + 1 + 1 + 0 | 10       |
| Gao Xiaoming | LW12   | 15 km, sitzend   | 1:00:41,4 | 3 + 0 + 1 + 3 | 16       |
| Wu Junbao    | LW5/7  | 7,5 km, stehend  | 20:24,4   | 0 + 1         | 8        |
| Wu Junbao    | LW5/7  | 12,5 km, stehend | 44:48,8   | 1 + 0 + 0 + 3 | 13       |
| Wu Junbao    | LW5/7  | 15 km, stehend   | 51:08,8   | 0 + 0 + 1 + 1 | 10       |
| Frauen       |        |                  |           |               |          |
| Chu Beibei   | LW12   | 6 km, sitzend    | 24:23,4   | 1 + 1         | 8        |
| Chu Beibei   | LW12   | 10 km, sitzend   | 50:56,8   | 0 + 1 + 1 + 4 | 9        |
| Chu Beibei   | LW12   | 12,5 km, sitzend | 1:02:30,9 | 2 + 4 + 1 + 1 | 12       |
| Nan Yuyu     | LW11   | 6 km, sitzend    | 28:15,6   | 2 + 4         | 15       |
| Nan Yuyu     | LW11   | 10 km, sitzend   | 54:07,4   | 2 + 1 + 2 + 2 | 12       |
| Nan Yuyu     | LW11   | 12,5 km, sitzend | 1:07:26,6 | 2 + 2 + 3 + 3 | 15       |

### Rollstuhlcurling
| Wettbewerb  | Mixed |
| ----------- | --- |
| Athleten    | 1.: Wang Meng 2.: Liu Wei 3.: Chen Jianxin (Vize-Skip) 4.: Wang Haitao (Skip) A: Zhang Qiang                                                                      |
| Vorrunde    | Schweden 9:4 Norwegen 10:1 Deutschland 7:3 Finnland 6:4 Schweiz 8:2 Kanada 5:8 Vereinigte Staaten 6:4 Slowakei 9:2 IPC (NPA) 10:4 Südkorea 6:7 Großbritannien 9:3 |
| Halbfinale  | Kanada 4:3 |
| Finale      | Norwegen 6:5 |
| Platzierung | Gold |

### Ski Alpin
| Athlet     | Klasse | Wettbewerb            | Lauf 1  | Lauf 1 | Lauf 2  | Lauf 2 | Gesamt  | Gesamt |
| Athlet     | Klasse | Wettbewerb            | Zeit    | Rang   | Zeit    | Rang   | Zeit    | Rang   |
| Frauen     | Frauen | Frauen                | Frauen  | Frauen | Frauen  | Frauen | Frauen  | Frauen |
| ---------- | ------ | --------------------- | ------- | ------ | ------- | ------ | ------- | ------ |
| Liu Sitong | LW12-2 | Riesenslalom, sitzend | 1:26,75 | 10     | 1:20,24 | 9      | 2:46,99 | 9      |
| Liu Sitong | LW12-2 | Slalom, sitzend       | 1:14,10 | 9      | 1:31,04 | 6      | 2:45,14 | 6      |

### Skilanglauf
| Athlet         | Klasse | Wettbewerb                | Qualifikation | Qualifikation | Halbfinale    | Halbfinale    | Finale        | Finale        | Gesamt |
| Athlet         | Klasse | Wettbewerb                | Zeit          | Rang          | Zeit          | Rang          | Zeit          | Rang          | Rang   |
| Männer         | Männer | Männer                    | Männer        | Männer        | Männer        | Männer        | Männer        | Männer        |        |
| -------------- | ------ | ------------------------- | ------------- | ------------- | ------------- | ------------- | ------------- | ------------- | ------ |
| Du Haitao      | LW5/7  | 1,5 km Sprint, stehend    | 3:56,82       | 12            | 5:29,8        | 6             | ausgeschieden | ausgeschieden | 12     |
| Du Haitao      | LW5/7  | 10 km, stehend            | --            | --            | --            | --            | 27:43,0       | 17            | 17     |
| Du Haitao      | LW5/7  | 20 km, stehend            | --            | --            | --            | --            | 54:33,1       | 13            | 13     |
| Du Mingyuan    | LW12   | 1,1 km Sprint, sitzend    | 3:30,89       | 24            | ausgeschieden | ausgeschieden | ausgeschieden | ausgeschieden | 24     |
| Du Mingyuan    | LW12   | 7,5 km, sitzend           | --            | --            | --            | --            | 25:55,9       | 18            | 18     |
| Gao Xiaming    | LW12   | 7,5 km, sitzend           | --            | --            | --            | --            | 26:09,3       | 21            | 21     |
| Gao Xiaming    | LW12   | 15 km, sitzend            | --            | --            | --            | --            | 45:36,8       | 14            | 8      |
| Huang Bitao    | LW12   | 1,1 km Sprint, sitzend    | 3:28,70       | 20            | ausgeschieden | ausgeschieden | ausgeschieden | ausgeschieden | 20     |
| Huang Bitao    | LW12   | 7,5 km, sitzend           | --            | --            | --            | --            | 27:13,9       | 24            | 24     |
| Huang Bitao    | LW12   | 15 km, sitzend            | --            | --            | --            | --            | 45:56,0       | 16            | 16     |
| Huang Feixiang | LW12   | 1,1 km Sprint, sitzend    | 3:21,75       | 18            | ausgeschieden | ausgeschieden | ausgeschieden | ausgeschieden | 18     |
| Huang Feixiang | LW12   | 7,5 km, sitzend           | --            | --            | --            | --            | 25:45,6       | 17            | 17     |
| Huang Feixiang | LW12   | 15 km, sitzend            | --            | --            | --            | --            | 47:30,0       | 19            | 19     |
| Lu Jingfeng    | LW10,5 | 1,1 km Sprint, sitzend    | 3:41,90       | 26            | ausgeschieden | ausgeschieden | ausgeschieden | ausgeschieden | 26     |
| Lu Jingfeng    | LW10,5 | 7,5 km, sitzend           | --            | --            | --            | --            | 27:26,2       | 25            | 25     |
| Ma Mingtao     | LW5/7  | 1,5 km Sprint, stehend    | 4:00,58       | 15            | ausgeschieden | ausgeschieden | ausgeschieden | ausgeschieden | 15     |
| Ma Mingtao     | LW5/7  | 10 km, stehend            | --            | --            | --            | --            | 25:33,0       | 8             | 8      |
| Ma Mingtao     | LW5/7  | 20 km, stehend            | --            | --            | --            | --            | 51:01,6       | 10            | 10     |
| Wang Chenyang  | LW5/7  | 1,5 km Sprint, stehend    | 5:41,58       | 22            | ausgeschieden | ausgeschieden | ausgeschieden | ausgeschieden | 22     |
| Wang Chenyang  | LW5/7  | 10 km, stehend            | --            | --            | --            | --            | 33:09,4       | 23            | 23     |
| Wang Chenyang  | LW5/7  | 20 km, stehend            | --            | --            | --            | --            | 51:25,5       | 11            | 11     |
| Wang Quan      | LW10   | 1,1 km Sprint, sitzend    | 3:29,88       | 21            | ausgeschieden | ausgeschieden | ausgeschieden | ausgeschieden | 21     |
| Wu Junbao      | LW5/7  | 1,5 km Sprint, stehend    | 5:13,19       | 17            | ausgeschieden | ausgeschieden | ausgeschieden | ausgeschieden | 17     |
| Wu Junbao      | LW5/7  | 20 km, stehend            | --            | --            | --            | --            | 55:09,0       | 15            | 15     |
| Xu Chongjun    | LW10,5 | 7,5 km, sitzend           | --            | --            | --            | --            | 28:40,0       | 27            | 27     |
| Xu Chongjun    | LW10,5 | 15 km, sitzend            | --            | --            | --            | --            | 47:58,2       | 20            | 20     |
| Zheng Peng     | LW10   | 1,1 km Sprint, sitzend    | 3:11,21       | 7             | 3:52,1        | 5             | ausgeschieden | ausgeschieden | 11     |
| Zheng Peng     | LW10   | 15 km, sitzend            | --            | --            | --            | --            | 42:44,7       | 4             | 4      |
| Frauen         |        |                           |               |               |               |               |               |               |        |
| Chu Beibei     | LW12   | 1,1 km Sprint, sitzend    | 3:54,23       | 12            | 4:42,8        | 5             | ausgeschieden | ausgeschieden | 10     |
| Chu Beibei     | LW12   | 5 km, sitzend             | --            | --            | --            | --            | 19:00,0       | 10            | 10     |
| Chu Beibei     | LW12   | 12 km, sitzend            | --            | --            | --            | --            | 42:26,7       | 9             | 9      |
| Jin Yawei      | LW10   | 1,1 km Sprint, sitzend    | 3:49,55       | 9             | 4:47,6        | 6             | ausgeschieden | ausgeschieden | 11     |
| Jin Yawei      | LW10   | 5 km, sitzend             | --            | --            | --            | --            | 19:20,7       | 11            | 11     |
| Jin Yawei      | LW10   | 12 km, sitzend            | --            | --            | --            | --            | 41:53,4       | 8             | 8      |
| Nan Yuyu       | LW11   | 12 km, sitzend            | --            | --            | --            | --            | 45:49,6       | 13            | 13     |
| Peng Yuanyuan  | LW8    | 1,5 km Sprint, stehend    | 5:00,92       | 15            | ausgeschieden | ausgeschieden | ausgeschieden | ausgeschieden | 15     |
| Peng Yuanyuan  | LW8    | 7,5 km, stehend           | --            | --            | --            | --            | 26:25,4       | 15            | 15     |
| Peng Yuanyuan  | LW8    | 15 km, stehend            | --            | --            | --            | --            | 1:07:33,4     | 9             | 9      |
| Mixed          |        |                           |               |               |               |               |               |               |        |
| Chu Beibei     | LW12   | 4 x 2,5 km Mixed-Staffel  | --            | --            | --            | --            | 7:31,2        | 8             | 9      |
| Du Haitao      | LW5/7  | 4 x 2,5 km Mixed-Staffel  | --            | --            | --            | --            | 5:34,2        | 6             | 9      |
| Zheng Peng     | LW10   | 4 x 2,5 km Mixed-Staffel  | --            | --            | --            | --            | 7:56,6        | 5             | 9      |
| Wu Junbao      | LW5/7  | 4 x 2,5 km Mixed-Staffel  | --            | --            | --            | --            | 6:04,5        | 10            | 9      |
| Du Mingyuan    | LW12   | 4 x 2,5 km Offene Staffel | --            | --            | --            | --            | 7:20,3        | 11            | 10     |
| Ma Mingtao     | LW5/7  | 4 x 2,5 km Offene Staffel | --            | --            | --            | --            | 6:17,4        | 9             | 10     |
| Huang Feixiang | LW12   | 4 x 2,5 km Offene Staffel | --            | --            | --            | --            | 7:31,0        | 7             | 10     |
| Wang Chenyang  | LW5/7  | 4 x 2,5 km Offene Staffel | --            | --            | --            | --            | 6:34,0        | 11            | 10     |

### Snowboard
| Athlet        | Klasse | Wettbewerb    | Lauf 1        | Lauf 1        | Lauf 2             | Lauf 2        | Lauf 3        | Lauf 3        | Gesamt | Gesamt |
| Athlet        | Klasse | Wettbewerb    | Zeit          | Rang          | Zeit               | Rang          | Zeit          | Rang          | Zeit   | Rang   |
| Männer        | Männer | Männer        | Männer        | Männer        | Männer             | Männer        | Männer        | Männer        | Männer | Männer |
| ------------- | ------ | ------------- | ------------- | ------------- | ------------------ | ------------- | ------------- | ------------- | ------ | ------ |
| Chen Zhou     | SBUL   | Banked Slalom | 1:25,76       | 20            | DSQ                | DSQ           | 57,49         | 10            | 57,49  | 13     |
| Jiang Zihao   | SBUL   | Banked Slalom | 1:00,56       | 12            | 56,77              | 9             | 1:20,55       | 21            | 56,77  | 9      |
| Liu Gengliang | SB-LL2 | Banked Slalom | 57,89         | 12            | 1:05,57            | 14            | 58,32         | 13            | 57,89  | 14     |
| Sun Qi        | SB-LL2 | Banked Slalom | 59,58         | 13            | 1:05,06            | 13            | 53,66         | 11            | 53,66  | 11     |
|               |        |               | Qualifikation | Qualifikation | 1. Runde           | Viertelfinale | Halbfinale    | Finale        | Rang   | Rang   |
| Chen Zhou     | SBUL   | Cross         | 1:05,58       | 12            | Pozzerle verloren  | ausgeschieden | ausgeschieden | ausgeschieden | 12     | 12     |
| Jiang Zihao   | SBUL   | Cross         | 1:05,44       | 11            | B.-Miller verloren | ausgeschieden | ausgeschieden | ausgeschieden | 13     | 13     |
| Liu Gengliang | SB-LL2 | Cross         | 1:04,19       | 13            | Gabel verloren     | ausgeschieden | ausgeschieden | ausgeschieden | 13     | 13     |
| Sun Qi        | SB-LL2 | Cross         | 1:01,69       | 11            | Strong verloren    | ausgeschieden | ausgeschieden | ausgeschieden | 12     | 12     |